# APM 40 Simba
L'APM 40 Simba est un avion léger entièrement composite construit à Issoire dans le Puy-de-Dôme, dans les ateliers d'Issoire Aviation.

## Description
Dessiné par Philippe Moniot, cet avion quadriplace, a effectué son premier vol le 19 mai 2009 à Issoire. Il est destiné à venir compléter la gamme APM qui compte déjà l'APM 20 Lionceau biplace (certifié en 1999) et l'APM 30 Lion triplace (certifié en 2007). Le Simba a été présenté pour la première fois au salon du Bourget 2009.
L'APM40 Simba a été certifié par l'EASA en 2011.

### Voilure
Basé sur la voilure type cantilever de l'APM20, la voilure de l'APM40 est renforcée afin d’augmenter la charge utile et la masse maximale au décollage de l'avion (985 kg) nécessaire à l'emport des quatre personnes. Donné pour 520 kg de masse à vide, cet avion permet d'emporter à la fois quatre passagers de 86 kg, les pleins complets (118 litres dont 114 litres utilisables) et 20 kg de bagages.

### Fuselage
Le fuselage de l'APM40 est entièrement réalisé en composites carbone pré-imprégnés et nid d'abeille papier. Cette technologie permet à la fois d'obtenir un fuselage résistant et léger. L'utilisation du carbone permet la réalisation de formes aérodynamiques, garantissant de bonnes performances à l'avion.

### Motorisation
L'APM40 Simba est équipé d'un moteur Continental IOF-240B. Ce moteur de 3,9 L de cylindrée (240 cubic inch) développe 125 ch. L'allumage et l'injection sont gérés par un système type FADEC permettant une gestion moteur sans commande de richesse. Le moteur est secondé par une hélice MT-Propeller à pas variable électrique tripale de 1 650 mm de diamètre.

### Performances
Le moteur de 125 ch permet à l'APM40 Simba de voler à 222 km/h pour une consommation de 20 litres par heure en configuration économique. Il est néanmoins possible d'atteindre des vitesses de croisière plus élevées de l'ordre de 240 km/h pour une consommation d'environ 25 à 27 litres par heure.
Le Simba n'est pas autorisé à voler en conditions givrantes ni par temps orageux.

## Modèles
- APM 40 Simba, moteur Continental IOF-240B de 125 ch,
- APM 41 Simba 915iS, moteur Rotax 915 iSc3 A de 141 ch. L'APM 41 Simba est certifié le 18 juillet 2019[2].